# Fitzroy Football Club
Pour les articles homonymes, voir Fitzroy.
Dernière mise à jour : 3 mai 2010.
Le Fitzroy Football Club, surnommé « The Lions » ou « The Roys », est un ancien club de football australien évoluant dans l'Australian Football League (AFL) et basé à Melbourne dans l'État de Victoria. Le club a remporté à neuf reprises le championnat (une fois la Victoria Football Association et huit fois la Victoria Football League, l'actuel Australian Football League)
Créé en 1883, il est l'un des membres fondateurs de la Victorian Football League en 1897. Il remporte huit fois le championnat entre 1897 et 1944. Dans les années 1980 et 1990, alors que Fitzroy est en proie à d'importants soucis financiers et à des résultats sportifs moindres, la ligue force le club à fusionner avec les Brisbane Bears pour donner naissance aux Brisbane Lions en 1996.

## Palmarès
- Champion VFA/VFL/AFL (9) : 1895, 1898, 1899, 1904, 1905, 1913, 1916, 1922 et 1944.